# Die Abenteurer G.m.b.H.
Die Abenteurer G.m.b.H. är en tysk stumfilm från 1929 i regi av Fred Sauer med Carlo Aldini, Hilda Bayley och Eve Gray i huvudrollerna. Det är en adaption av den brittiska författaren Agatha Christies roman Den hemlighetsfulle motståndaren från 1922. Den spelades in i Grunewald Studios i Berlin och även runt staden och i den engelska hamnstaden Southampton. Filmens scenografi designades av scenograferna Leopold Blonder och Franz Schroedter.

## Historia
Die Abenteurer G.m.b.H. var den andra av Christies verk att filmatiseras. Det tyska filmbolaget Orplid Film gjorde en 76 minuter lång stumfilm med premiär den 15 februari 1929. Den släpptes i Storbritannien och USA med titeln Adventures Inc. Karaktärernas namn i boken ändrades för filmen. Den ansågs under en period som försvunnen, men fick en sällsynt visning på National Film Theatre den 15 juli 2001 (se National Film Theatre: A Tribute to the Work of Agatha Christie).

## Rollista
- Carlo Aldini – Pierre Lafitte
- Hilda Bayley – Rita van den Meer
- Eve Gray – Lucienne Fereoni
- Eberhard Leithoff – George Finné
- Elfriede Borodin – Jeanette Finné
- Shayle Gardner – Julius Vardier
- Hans Mierendorff – Marglin
- John Mylong – Boris
- Valy Arnheim – Wittington
- Mikhail Rasumny